# Якоб Альтенберг
Якоб Альтенберг  –  австрійський бізнесмен і продавець картинних рамок. Альтенберг, єврей за походженням, був діловим партнером молодого Адольфа Гітлера в його віденський період (1909—1913).

## Раннє життя
Якоб Альтенберг народився в Гримайліві, недалеко від Скалата, східній Галиції-Лодомерії (в сучасній Україні), в 1875 році. Він був сином єврейської пари Мойсея та Сари Альтенберг.
Будучи юнаком, Альтенберг поїхав до Відня, де навчився золоченню. Пізніше він відмовився від єврейської віри і в 1902 році одружився з дочкою корчмаря віденського католика. У шлюбі народилося двоє дітей, дочка Адель (1896 р.н.) і син Джеймс-молодший (1902 р.н.).
У 1898 році Альтенберг відкрив свою першу крамницю у Відні як торговець рамами та ювелір. Протягом кількох років він став успішним оператором невеликої майстерні з обрамлення та розвиненої мережі рамних магазинів та мистецтва, в якій пропонувалися на продаж рамки, а також картини та невеликі арт-об'єкти (персонажі тощо). Окрім штаб-квартири на Віднер-Гауптштрассе, пізніше було створено три інші філії, включно з підприємством на найбільшій торговій вулиці Відня — Mariahilfer Straße.

## Стосунки з Гітлером
З 1909 по 1913 рік Альтенберг був у ділових контактах з молодим Адольфом Гітлером, який жив у той час як художник у Відні. До свого переїзду до Німеччини в травні 1913 року Гітлер регулярно постачав магазини Альтенберга своїми власними картинами, в основному аквареллю, які Альтенберг використовував як наповнювач для виставлених рам. Стосунки між Гітлером і Альтенбергом були хорошими, незалежно від єврейського походження Альтенберга, і, як повідомляється, Альтенберг сказав, що ніколи не чув, щоб Гітлер висловлював антисемітські зауваження.

## Пізніше життя
Після аншлюсу в 1938 році бізнес Альтенберга був "аріанізований ", його майно конфісковано, а йому зменшили мінімальну пенсію. Він продав решту картин Гітлера за невелику суму до головного архіву НСДАП. Після 1942 року він уник депортації, оскільки його дружина була арійкою. Загинув у Відні в 1944 році.